# Whaley Bridge
Whaley Bridge – miasto w Anglii, w hrabstwie Derbyshire, w dystrykcie High Peak. Leży 57 km na północny zachód od miasta Derby i 239 km na północny zachód od Londynu. Miasto liczy 6226 mieszkańców.